# Taitō

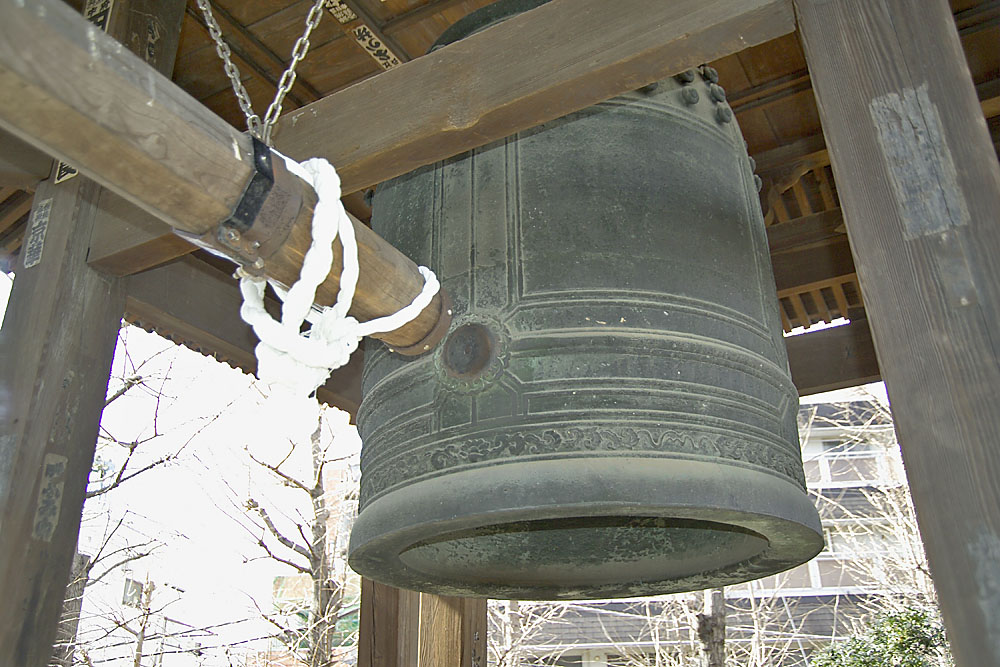
Feito em 1692, o sino de bronze em Sensoji tocou durante séculos.

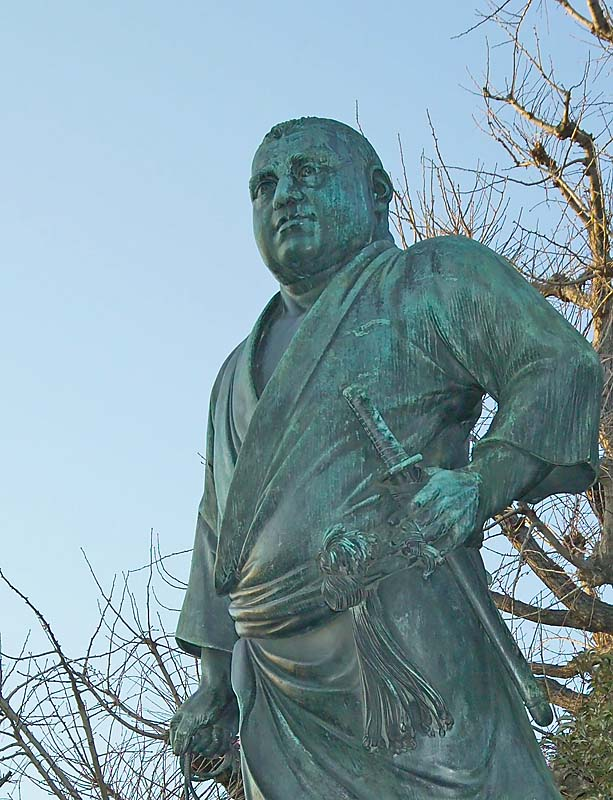
A estátua de Saigo Takamori no Parque Ueno é um dos mais famosos monumentos em Taito-ku.

Taitō (台東区; -ku) é uma região especial da Metrópole de Tóquio, no Japão.
Em 2003, tinha uma população estimada em 162,685 habitantes e uma densidade populacional de 16,139.38 h/km². Tem uma área total de 10.08 km².
Taito foi fundada a 15 de março de 1947.

## Locais importantes

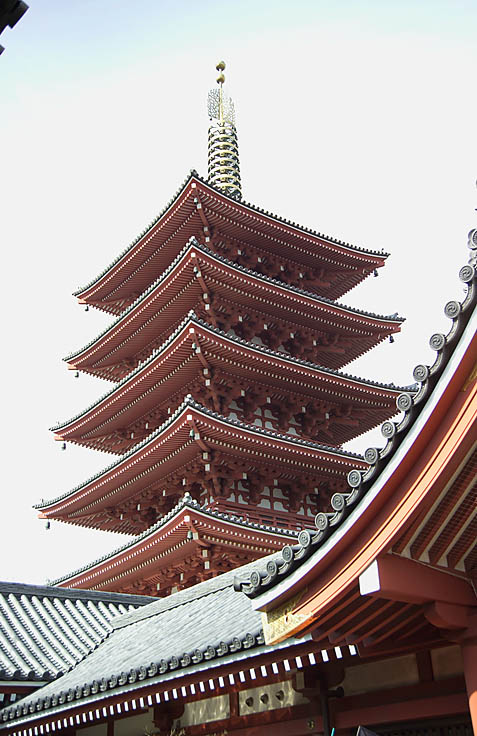
O pagode de cinco andares em Sensoji é um famoso monumento em Taito-ku.

- Sensoji e Kaminarimon (Thunder Gate)
- Rua Nakamise
- Akihabara
- Parque Ueno
- Museu Nacional de Tóquio
- Jardim Zoológico de Ueno
- Ameyoko

### Estações de comboio
- Estação Asakusa
- Estação Ueno

## Distritos principais
- Ueno
- Asakusa